# Aermacchi MB-339
Aermacchi MB-339 je vojni mlazni trenažni i laki jurišni zrakoplov koji je dizajnirala i proizvela talijanska zrakoplovna tvrtka Aermacchi.
MB-339 je razvijen tijekom 1970-ih na zahtjev talijanskog ratnog zrakoplovstva koje je tražilo zamjenu za postojeću flotu Aermacchi MB-326. Njegov dizajn izveden je iz dizajna MB-326 pa stoga dva zrakoplova dijele značajne sličnosti. Aermacchi je otkrio da je MB-339 sposoban zadovoljiti sve navedene zahtjeve, dok je bio najpristupačnija dostupna opcija. Prvi let MB-339 dogodio se 12. kolovoza 1976.; prvi serijski proizvedeni zrakoplovi isporučeni su dvije godine kasnije.
Otprilike polovica svih MB-339 ušla je u službu talijanskog ratnog zrakoplovstva, dok je ostatak prodan raznim izvoznim kupcima. Osim što se koristi za obuku, njime upravlja i akrobatski tim Frecce Tricolori. Taj tip su u borbi koristile i Eritrejske zračne snage tijekom Eritrejsko-etiopskog rata 1998. – 2000. i Argentinsko pomorsko zrakoplovstvo tijekom Falklandskog rata 1982. godine. U oba sukoba, MB-339 je tipično korišten kao jurišni zrakoplov. U talijanskoj službi zrakoplov se namjerava zamijeniti novijim Aermacchi M-345.

## Dizajn
Aermacchi MB-339 je vojni mlazni trenažer i laki jurišni zrakoplov, s konvencionalnom konfiguracijom, podvozjem u obliku tricikla i potpuno metalnom konstrukcijom. Ima mnogo sličnosti s dizajnom MB-326, dijeleći većinu konstrukcije sa starijim zrakoplovom. Prema zrakoplovnom časopisu Air International, najznačajnija revizija MB-339 bio je redizajnirani prednji trup, koji je podigao sjedalo instruktora kako bi se omogućila vidljivost iznad i pored glave pilota učenika. U tipičnim operacijama, zrakoplovom upravlja posada od dva člana koji sjede u tandemu; tijekom misija obuke, učenik sjedi u prednjem položaju dok je instruktor promatrač smješten neposredno iza i iznad. Kokpit je pod tlakom i može se odbaciti te radi zajedno s dvostrukim izbacivim sjedalima koje je napravio Martin-Baker.
MB-339 ima nisko postavljeno, nenakošeno krilo zajedno sa spremnicima na vrhu; usisnici zraka za jedan turbomlazni motor nalaze se unutar korijena krila. Ovo krilo je isto kao ono na starijem modelu MB-326K. Pogon korišten za početne verzije zrakoplova bio je turbomlazni motor Rolls-Royce Viper 632-43, koji je mogao proizvesti maksimalni potisak od 17,8 kN; ovo je isti model koji je instaliran na starijem modelu MB-326K. Kasniji modeli, poput MB-339C, opremljeni su snažnijim motorom Viper 680, koji može generirati do 19,57 kN potiska. Za poboljšanu aerodinamiku, MB-339 ima povećanu repnu peraju u odnosu na svog prethodnika.
Dok su neki modeli MB-339 prvenstveno namijenjeni trenažnim operacijama, drugi su uglavnom opremljeni za obavljanje uloga lakog lovca i lovca-bombardera. Borbeno orijentirani zrakoplovi obično su opremljeni naprednijom avionikom, kao što su poboljšani inercijski sustavi navođenja, digitalna navigacijska/napadačka računala, sabirnica podataka MIL-STD-1553B i praktične kontrole leta kompatibilne s gasom i palicom (HOTAS). Nadalje, tipično bi se usvojili različiti obrambeni sustavi, kao što su radio ometač, elektroničke protumjere (ECM), zajedno s većim spremnicima na vrhovima krila. MB-339K nosi par DEFA topova od 30 mm, dok ukupno šest potkrilnih tvrdih točaka može primiti do 1815 kilograma naoružanja. Osposobljen je za naoružanje različitim streljivom, kao što su Sidewinder i R.550 Magic projektili zrak-zrak, AGM-65 Maverick projektili zrak-zemlja, razne laserski vođene bombe i rakete, kao i Marte Mk.2 protubrodski projektil. Prema Forecast Internationalu, Aermacchi je u jednom trenutku razmišljao o ugradnji dodatna dva topa od 30 mm montirana na podnožje.

## Specifikacije (MB-339A)
- Posada: 2
- Duljina: 10,97 m
- Raspon krila: 10,86 m
- Visina: 3,60 m
- Površina krila: 19,3 m2
- Prazna masa: 3075 kg
- Bruto masa: 4400 kg
- Maksimalna masa pri polijetanju: 5897 kg (s vanjskim spremištima)
- Kapacitet goriva: 1413 L
- Pogon: jedan turbomlazni motor Rolls-Royce Viper Mk. 632, potisak 17,8 kN

### Performanse
- Najveća brzina: 898 km/h (485 čv) na razini mora
- Nikad prekoračena brzina: 926 km/h (500 čv) (EAS: Mach 0,82)
- Domet: 1760 km (unutarnje gorivo)
- Domet: 2110 km (s dva spremnika za ispuštanje)
- Gornja granica leta: 14.600 m (48.000 ft)
- g granice: +8,0; -4,0
- Brzina uspona: 33,50 m/s (6600 stopa u minuti)

### Naoružanje
- Topovi: dva 12,7 mm ili dva 30 mm DEFA topa ispod krila
- Hardpoints: 6 s kapacitetom do 1815 kg oružja
- Rakete: Zuni ili SNEB nevođene rakete
- Projektili: AIM-9 Sidewinder ili R.550 Magic projektili zrak-zrak
- Bombe: bombe opće namjene